# Climești, Bacău
Climești este un sat în comuna Berești-Bistrița din județul Bacău, Moldova, România.
 Acest articol despre o localitate din județul Bacău este deocamdată un ciot. Puteți ajuta Wikipedia prin completarea lui.